# WTA-toernooi van Tenerife
Het WTA-toernooi van Tenerife was een eenmalig tennistoernooi voor vrouwen dat zich ontrolde op het Spaanse eiland Tenerife, een van de Canarische Eilanden. De officiële naam van het toernooi was Tenerife Ladies Open.
De WTA organiseerde het toernooi, dat in de categorie "WTA 250" viel en werd gespeeld op hardcourtbanen.
De enige editie vond plaats in 2021 en werd gewonnen door de Amerikaanse Ann Li.

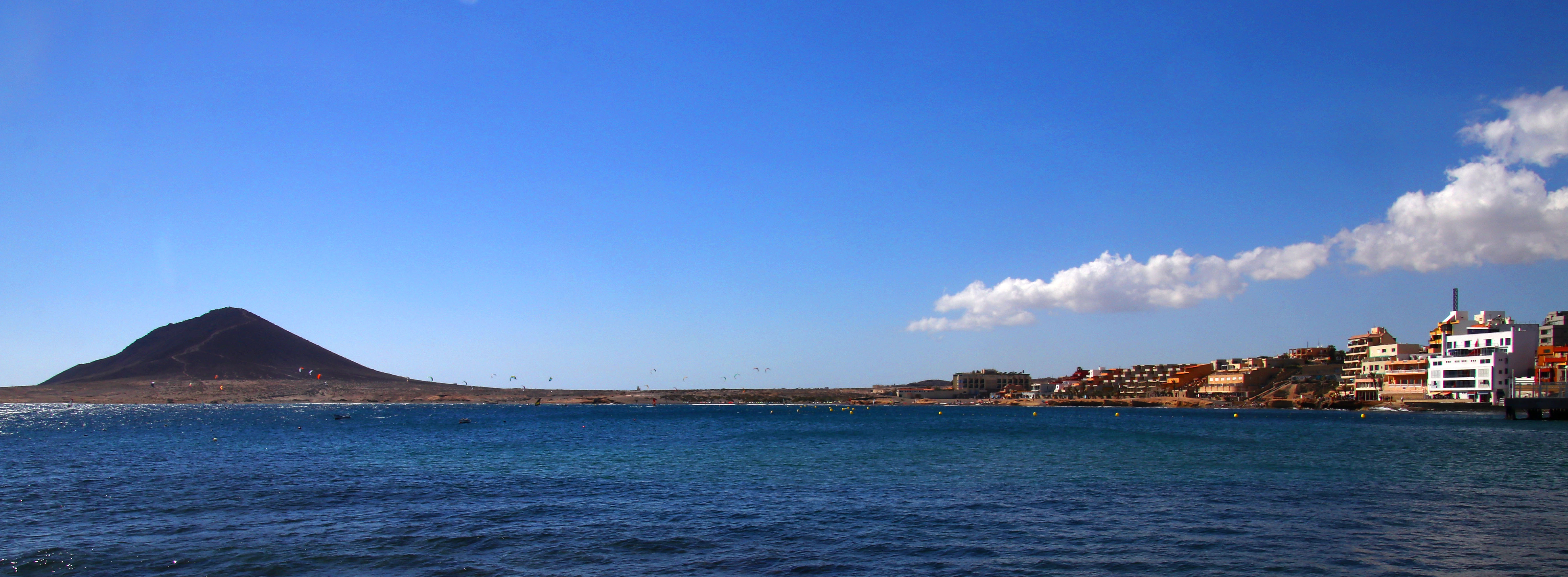
Blik op Tenerife

## Finales

### Enkelspel
| Datum      | Naam                 | Cat.    | ($)     | Ondergrond        | Winnares | Verliezend finaliste | Uitslag  |         |
| ---------- | -------------------- | ------- | ------- | ----------------- | -------- | -------------------- | -------- | ------- |
| 2021-10-18 | Tenerife Ladies Open | WTA 250 | 235.238 | hardcourt, buiten | Ann Li   | Camila Osorio        | 6-1, 6-4 | details |

### Dubbelspel
| Datum      | Naam                 | Cat.    | ($)     | Ondergrond        | Winnaressen                | Verliezend finalistes              | Uitslag  |         |
| ---------- | -------------------- | ------- | ------- | ----------------- | -------------------------- | ---------------------------------- | -------- | ------- |
| 2021-10-18 | Tenerife Ladies Open | WTA 250 | 235.238 | hardcourt, buiten | Ulrikke Eikeri Ellen Perez | Ljoedmyla Kitsjenok Marta Kostjoek | 6-3, 6-3 | details |